# Grodzieński Uniwersytet Państwowy im. Janki Kupały
Grodzieński Uniwersytet Państwowy im. Janki Kupały (biał. Гродзенскі дзяржаўны універсітэт імя Янкі Купалы, Hrodzienski dziarżauny uniwiersitet imia Janki Kupały, ros. Гродненский государственный университет имени Янки Купалы, Grodnienskij gosudarstwiennyj uniwiersitet imieni Janki Kupały) – białoruska, państwowa szkoła wyższa z siedzibą w Grodnie. 
Uniwersytet ma genezę w Grodzieńskim Instytucie Nauczycielskim, powstałym po włączeniu wschodnich ziem polskich w skład ZSRR na mocy postanowienia Rady Komisarzy Ludowych Białoruskiej SRR z 22 lutego 1940 roku o powołaniu Grodzieńskiego Instytutu Nauczycielskiego (biał. Hrodzienski nastaunicki instytut). Pierwsze zajęcia w Instytucie odbyły się 7 marca 1940 roku. Po zakończeniu okupacji niemieckiej w październiku 1944 roku i ponownym włączeniu miasta do Białoruskiej SRR uczelnia zmieniła nazwę na Grodzieński Instytut Pedagogiczny (Hrodzienski piedahahiczny instytut). Siedzibą placówki został budynek byłego gimnazjum żeńskiego św. Marii. W 1957 roku Instytut otrzymał imię Janki Kupały, a w 1978 roku podniesiono jego rangę do Uniwersytetu Państwowego. 
Rektorem uczelni jest od 2005 roku Jauhien Rouba. 
W 1999 roku Uniwersytet składał się z 10 Wydziałów, 65 katedr, na których pracowało 600 wykładowców i uczyło się ok. 10 tys. studentów.

## Wydziały
- Wydział Budownictwa Strona wydziału
- Wydział Matematyki i Informatyki Strona wydziału
- Wydział Biologii i Ekologii Strona wydziału
- Wydział Filologiczny Strona wydziału
- Wydział Historii i Socjologii Strona wydziału
- Wydział Prawa Strona wydziału
- Wydział Ekonomii i Zarządzania Strona wydziału
- Wydział Psychologii Strona wydziału
- Wydział Pedagogiki Strona wydziału
- Wydział Sztuki i Wzornictwa Strona wydziału
- Wydział Wojskowy Strona wydziału
- Wydział Turystyki i Usług Strona wydziału
- Wydział Wychowania Fizycznego Strona wydziału
- Wydział Fizyczno-Techniczny Strona wydziału
- Wydział Innowacyjnej Inżynierii Mechanicznej Strona wydziału
- Wydział Kształcenia i Rozwijania Umiejętności "Szkoła Turystyki i Gościnności" Strona wydziału

## Oskarżenia o represje polityczne

### Wobec studentów
Uczelni zarzuca się wydalanie studentów z przyczyn politycznych. Według raportu przygotowanego przez polską Fundację Wolność i Demokracja Siarhiej Maskiewicz, będąc rektorem uczelni, wydalał studentów za działalność polityczną. Kolejny rektor, Jauhien Rouba, nakazał z tej samej przyczyny wykreślenie Jauhiena Skrabutana. Według raportu brała w tym udział także T.I. Badiukowa, była prorektor ds. wychowawczych uczelni, natomiast N.A. Karpicka, prorektor ds. administracyjnych, sankcjonowała prześladowanie studentów przez Badiukową. W działaniach przeciwko studentom zaangażowanym w działalność polityczną brał także udział pracownik uczelni N.A. Wołkowicz.

### Wobec pracowników
W 2012 zwolniono młodego historyka Andreja Czarniakiewicza. Ihar Kuźmicz zwolnił się na znak protestu.
Wiaczasłauowi Szwiedowi nie przedłużono kontraktu na 3,5 roku przed emeryturą, prawdopodobnie za książkę "Grodnoznawstwo". Inicjatorem represji jest kierownik obwodowego komitetu wykonawczego Siamion Szapira
. Planowane jest połączenie Wydziału Historii i Socjologii z Wydziałem Turystyki.

## Współpraca z polskimi uczelniami
Uniwersytet współpracował z Uniwersytetem Warmińsko-Mazurskim w Olsztynie .